# Trasformazione di Helmert

## Informazioni teoriche
Per rototraslazione e variazione di scala nel piano intendiamo un cambiamento di coordinate cartesiane da un sistema di riferimento ad un altro con alterazione delle unità di misura e quindi di scala. Tutto ciò è possibile grazie ad una trasformazione lineare composta da una traslazione e da una rotazione, accompagnate da un fattore di riduzione o ingrandimento. Questo problema prende il nome di trasformazione di Helmert a sette parametri, ed è individuato dall'espressione:
{\displaystyle {\vec {X}}'=\lambda R{\vec {X}}+{\vec {T}}}
dove i parametri da determinare sono tre per la rotazione, tre per la traslazione ed uno per le unità di misura.
In particolare: R è la matrice di rotazione rispetto ai tre assi (matrice 3x3), {\displaystyle {\vec {T}}} è il vettore di traslazione (3 componenti) e {\displaystyle \lambda } è il fattore di scala, mentre {\displaystyle {\vec {X}}} e {\displaystyle {\vec {X}}'} rappresentano rispettivamente le coordinate dei punti prima e dopo la trasformazione.
Per comodità consideriamo uno spazio di lavoro bidimensionale, quindi la matrice R sarà una 2x2 e dipenderà da un solo parametro, 𝛼, che individua l’angolo di rotazione e {\displaystyle {\vec {T}}} diventerà un vettore a due componenti ({\displaystyle T_{x}} e {\displaystyle T_{y}}). {\displaystyle R} è della forma:
{\displaystyle R(\alpha )={\begin{pmatrix}cos(\alpha )&-sin(\alpha )\\sin(\alpha )&cos(\alpha )\end{pmatrix}}}
A questo punto si vuole stimare i valori dei parametri {\displaystyle \alpha }, {\displaystyle \lambda }, {\displaystyle T_{x}}, {\displaystyle T_{y}} che governano la trasformazione tramite il metodo dei minimi quadrati. Prima è però necessario svolgere un processo di linearizzazione del sistema rispetto ai parametri {\displaystyle \alpha } e {\displaystyle \lambda },  ponendo {\displaystyle a=\lambda \cos \alpha }, {\displaystyle b=\lambda \sin \alpha } e {\displaystyle {\frac {b}{a}}=\tan \alpha }. Si ottiene:
{\displaystyle \lambda R(\alpha )={\begin{pmatrix}a&-b\\b&a\end{pmatrix}}}
Dunque, conoscendo le coordinate {\displaystyle {\vec {X}}} e {\displaystyle {\vec {X}}'} di un certo numero di punti (più sono minore sarà l’errore) e utilizzando queste supposizioni/semplificazioni:
- le coordinate {\displaystyle {\vec {X}}} note senza errori;
- le coordinate {\displaystyle {\vec {X}}'} incorrelate e con medesima varianza;
- utilizzo delle coordinate baricentriche;

la trasformazione diventa:
{\displaystyle {\vec {X}}'={\begin{pmatrix}a&-b\\b&a\end{pmatrix}}{\vec {X}}+{\vec {T}}}

## Calcolo delle coordinate baricentriche
In prima battuta si calcolano le coordinate del baricentro dei punti nei due sistemi di riferimento:
{\displaystyle {\vec {X}}_{B}={\frac {1}{N}}\sum {\vec {x}}_{p}} {\displaystyle {\vec {X}}_{B}'={\frac {1}{N}}\sum {\vec {x}}_{p}'}
Successivamente si calcolano le coordinate baricentriche di tutti gli N punti relativamente al loro baricentro:
{\displaystyle {\vec {W}}_{p}={\vec {X}}p-{\vec {X}}_{B}} {\displaystyle {\vec {W}}_{p}'={\vec {X}}p'-{\vec {X}}_{B}'}

## Nuova forma per le trasformazione di Helmert
È possibile ora modificare la prima equazione mediante l’utilizzo delle coordinate baricentriche:
{\displaystyle {\vec {X}}_{p}'=\lambda R{\vec {X}}_{p}+{\vec {T}}\longrightarrow {\vec {W}}_{p}'=\lambda R(\alpha ){\vec {W}}_{p}-{\vec {X}}_{B}'+{\vec {T}}+\lambda R(\alpha ){\vec {X}}_{B}}
la quale, ponendo {\displaystyle {\vec {T}}_{0}=-{\vec {X}}_{B}'+{\vec {T}}+\lambda R(\alpha ){\vec {X}}_{B}} risulta:
{\displaystyle {\vec {W}}_{p}'=\lambda R(\alpha ){\vec {W}}_{p}+{\vec {T}}_{0}}
A questo punto il problema può essere ricondotto ad un’equazione matriciale del tipo:
{\displaystyle {\vec {y}}=A{\vec {x}}}
Esplicitando per ogni punto e ricordando il precedente cambio di variabile otteniamo:
{\displaystyle {\begin{cases}{\vec {W}}_{px}'={\vec {W}}_{px}a-{\vec {W}}_{py}b+{\vec {T}}_{0x}\\{\vec {W}}_{py}'={\vec {W}}_{py}a+{\vec {W}}_{px}b+{\vec {T}}_{0y}\end{cases}}}
ovvero:
{\displaystyle {\begin{pmatrix}{\vec {W}}_{1x}'\\{\vec {W}}_{1y}'\\...\\{\vec {W}}_{px}'\\{\vec {W}}_{py}'\\...\\{\vec {W}}_{Nx}'\\{\vec {W}}_{Ny}'\end{pmatrix}}={\begin{pmatrix}{\vec {W}}_{1x}&-{\vec {W}}_{1y}&1&0\\{\vec {W}}_{1y}&{\vec {W}}_{1x}&0&1\\...\\{\vec {W}}_{px}&-{\vec {W}}_{py}&1&0\\{\vec {W}}_{py}&{\vec {W}}_{px}&0&1\\...\\{\vec {W}}_{Nx}&-{\vec {W}}_{Ny}&1&0\\{\vec {W}}_{1y}&{\vec {W}}_{1x}&0&1\end{pmatrix}}}{\displaystyle *{\begin{pmatrix}a\\b\\{\vec {T}}_{0x}\\{\vec {T}}_{0y}\end{pmatrix}}}
dove {\displaystyle {\vec {y}}} rappresenta il vettore contenente i termini noti, {\displaystyle A} la matrice dei coefficienti e {\displaystyle {\vec {x}}} il vettore dei parametri da stimare.

## Stima dei parametri
Per la risoluzione del sistema è conveniente normalizzarlo, moltiplicando ambo i membri per la trasposta di {\displaystyle A} ({\displaystyle A^{T}}) :
{\displaystyle A^{T}A{\vec {x}}=A^{T}{\vec {y}}}
Allora, definendo con {\displaystyle N=A^{T}A} la matrice normale, i prodotti {\displaystyle A^{T}A} e {\displaystyle A^{T}{\vec {y}}} risultano essere:
{\displaystyle N=A^{T}A={\begin{pmatrix}d&0&0&0\\0&d&0&0\\0&0&N&0\\0&0&0&N\\\end{pmatrix}}} {\displaystyle A^{T}{\vec {y}}={\begin{pmatrix}p\\q\\0\\0\\\end{pmatrix}}}
con :
{\displaystyle d=\sum _{p=1}^{N}(W_{px}^{2}+W_{py}^{2})}
{\displaystyle p=\sum _{p=1}^{N}(W_{px}W_{px}'+W_{py}W_{py}')}
{\displaystyle p=\sum _{p=1}^{N}(W_{py}W_{px}'-W_{px}W_{py}')}
La matrice normale è diagonale in quanto le coordinate baricentriche hanno media nulla; le componenti  {\displaystyle {\vec {T}}_{0x}} e  {\displaystyle {\vec {T}}_{0y}} sono pari a zero per il medesimo motivo.
Per la stima dei parametri non ci resta che determinare il sistema. Si ottengono le seguenti relazioni:
{\displaystyle {\hat {a}}={\frac {p}{q}}} {\displaystyle {\hat {b}}={\frac {q}{d}}} {\displaystyle {\vec {T}}_{0x}=0} {\displaystyle {\vec {T}}_{0x}=0}
Grazie a queste è possibile stimare i parametri {\displaystyle \alpha } e {\displaystyle \lambda } :
{\displaystyle {\hat {\lambda }}={\sqrt {{\hat {a}}^{2}+{\hat {b}}^{2}}}} {\displaystyle {\hat {\alpha }}=\arctan {\frac {\hat {a}}{\hat {b}}}}
mentre una stima del vettore traslazione è {\displaystyle {\vec {T}}={\vec {X}}_{B}'-{\lambda }R{\vec {X}}_{B}}

## Calcolo degli scarti e delle varianza
Definiamo gli scarti come differenza tra il valore reale e quello stimato:
{\displaystyle {\vec {\nu }}={\vec {y}}-A{\vec {\hat {x}}}}
Per calcolare la varianza a posteriori si usa la formula:
{\displaystyle {\hat {\sigma _{0}^{2}}}={\frac {\nu ^{T}\nu }{r}}}
con r = (numero di misure) - (numero parametri).